# Levure de boulanger
 (mars 2008).
Si vous disposez d'ouvrages ou d'articles de référence ou si vous connaissez des sites web de qualité traitant du thème abordé ici, merci de compléter l'article en donnant les références utiles à sa vérifiabilité et en les liant à la section « Notes et références ».
La levure de boulanger est une levure obtenue à partir de différentes souches de Saccharomyces cerevisiae seules ou en mélange, utilisée pour obtenir une fermentation du pain lors du processus de panification. Elle est traditionnellement commercialisée sous forme de cubes pressés, de granules déshydratées ou moins couramment sous forme liquide.
Elle diffère de la levure de bière, issue elle aussi de souches de Saccharomyces cerevisiae, par les souches qu'elle contient et ainsi par sa composition et ses effets.
Le processus physico-chimique de la levée s'explique par un dégagement gazeux lié à la production de dioxyde de carbone.

## Découverte
Louis Pasteur découvre la capacité qu'ont certains organismes, les levures, de vivre en l'absence d'oxygène libre (c'est-à-dire en l'absence d'air) en utilisant la fermentation. Ainsi la levure tenue à l'abri de l'air consomme du sucre (le plus souvent le glucose) en provoquant une réaction chimique qui libère des substances (éthanol et dioxyde de carbone) afin de produire de l'énergie sous forme d'une molécule nommée adénosine triphosphate : c'est la fermentation alcoolique.

## Sélection et améliorations
Contrairement aux levures de bière qui ont fait très tôt, dès 1883, l'objet d'améliorations génétiques sous la pression des brasseurs, la forme spontanée a longtemps été la seule utilisée par les boulangers. Dans les années 1980, on relève les premières tentatives de cultures afin d'améliorer les capacités fermentatives, la tolérance à l'acidité, à l'osmose et à la réhydratation. En 2000, un chercheur[évasif] signale que les composantes génétiques de l'ADN utilisables pour une meilleure commercialisation sont encore mal connues, et se limitent à des manipulations visant à améliorer la dégradation des sucres et l'augmentation du pouvoir de fermentation, tandis que les voies difficilement atteignables par les processus traditionnels visant à améliorer la résistance au froid, à la surgélation, à la déshydratation ou au stress osmotique sont encore peu développées.

## Conditionnement
La levure de boulanger est conditionnée de plusieurs manières selon l'utilisation pour laquelle elle est prévue. Deux formes de conditionnement sont les plus fréquemment utilisées : le conditionnement de levures sèches et celui de levures fraîches,.
Lorsqu'elle est conditionnée sous forme déshydratée dans un emballage protecteur, c'est le format couramment appelé « levure sèche » ou « levure instantanée » et dans lequel elle peut être utilisée pour la plupart des applications. Il existe néanmoins un deuxième conditionnement de levure sèche où elle se présente sous forme de petites billes. Elle nécessite alors une réhydratation avant utilisation et elle est en général utilisée pour des applications boulangères.
Le conditionnement de levure fraîche connaît aussi deux formes différentes. Dans le premier format, elle se trouve généralement sous forme de cube, mais peut se présenter sous n'importe quelle forme. Dans ce format, elle est utilisée pour des applications boulangères. La seconde forme de conditionnement de la levure fraîche consiste à la fournir sous forme liquide. Dans ce format, elle est plus généralement utilisée pour des applications brassicoles, mais peut aussi servir à des applications boulangères.